# Arka Noego (film 1999)
Arka Noego (ang. Noah’s Ark) – amerykański film fabularny z 1999 roku w reżyserii Johna Irvina, w swobodny sposób nawiązujący do biblijnej opowieści o Noem i potopie. Zdjęcia kręcono w australijskim stanie Wiktoria.

## Obsada
Źródło: Filmweb
- Jon Voight – Noe
- Mary Steenburgen – Naama
- F. Murray Abraham – Lot
- Carol Kane – Sara
- Jonathan Cake – Jafet
- Alexis Denisof – Cham
- Mark Bazeley – Sem
- Emily Mortimer – Rut
- Sydney Tamiia Poitier – Estera
- Sonya Walger – Miriam
- Evelyn Krape – matka Estery

## Odbiór
Film spotkał się z nieprzychylnymi opiniami krytyków. Fabuła została bardzo luźno oparta na Księdze Rodzaju: Noe i jego rodzina pochodzą z Sodomy i Gomory, przyjaźnią się z Lotem (który według Biblii żył kilkaset lat po Noem), a w czasie potopu arkę atakują piraci. Obraz porównywano bardziej do kina postapokaliptycznego w rodzaju Wodnego świata niż biblijnych superprodukcji.